# Bertrand Mansoer
Bertrand Mansoer (auch Mazoir oder Masoier, * nach 1131; † nach dem 23. Juli 1217) war Herr von Margat (Marqab) im Fürstentum Antiochia und Sohn des Reinald II. Mansoer von Margat.
Nach dem Tod seines Vaters um 1185 erbte er dessen Burg und Herrschaft Margat. Aufgrund finanzieller Schwierigkeiten beim Unterhalt der Burg und Burgbesatzung verkaufte er Margat schließlich am 1. Februar 1186 gegen eine jährliche Rente von 2.000 Goldbyzantinern an den Johanniterorden.
Er war seit 1178, spätestens seit Juni 1183, mit Bermonde († nach 1186) verheiratet, der Tochter von Walter III. Brisebarre, Herr von Beirut, und dessen zweiter Frau Agnes. Mit ihr hatte er drei Kinder:
- Reinald III. († vor dem 23. Juli 1217);
- Beatrix;
- Agnes († nach dem 25. März 1239) ⚭  Aimerich Barlais († vor 6. Juni 1253), Sohn des Reinald Barlais und der Isabella von Bethsan.